# Ирландский водяной спаниель
Ирландский водяной спаниель (англ. irish water spaniel) — порода собак, одна из старейших пород спаниелей и самая крупная среди них.

## История
О существовании водяных собак на острове Ирландия упоминается в персидских рукописях XI века до н. э., но в современную эпоху самые ранние сведения относятся к XVII веку. Происхождение породы не ясно: есть версия, что она является потомком собак, прибывших через Испанию с Кавказа в древности; другие полагают, что она образована скрещиванием пуделя и курчавошёрстного ретривера. 
Признанный основателем породы Джастин Маккарти из Дублина не оставил после себя никаких записей. Ему принадлежит первый стандарт породы, разработанный в 30-е годы XIX века.
В середине XIX века порода была хорошо известна в Англии, Северной Америке и Бельгии. Ирландских спаниелей использовали для создания многих пород. К концу XIX века их число снизилось, из специалистов по охоте на уток они превратились в редкую выставочную породу.

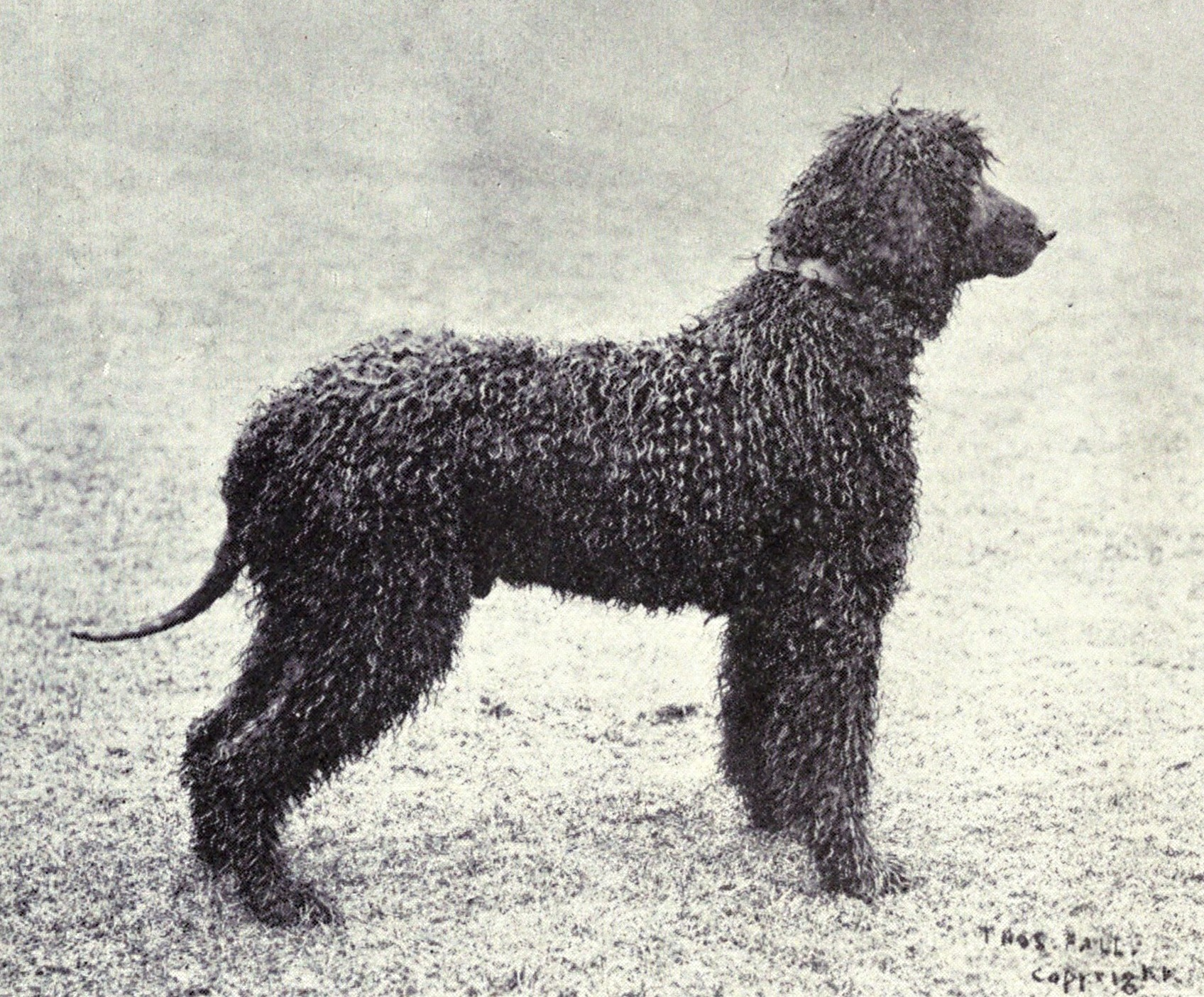
Ирландский водяной спаниель. Фото ок. 1915 года

## Внешний вид
Собака среднего и выше среднего роста (высота в холке 51-61 см, вес 20-30 кг), крепкой конституции, чуть растянутого формата. Шея длинная, изогнутая, грудь грушевидной формы, глубокая. Голова крупная, морда длинная; слабо выраженный переход и чуть опущенные губы придают морде вид прямоугольника. Мочка носа крупная, коричневая. Глаза небольшие. Висячие длинные уши посажены низко, покрыты курчавой шерстью. Хвост короткий, сужающийся к концу, держится ниже спины. Лапы округлые, большие, на пальцах обильная шерсть.
Шёрстный покров очень характерный. Туловище, шея и широкая часть хвоста покрыты мелкими плотными завитками. На голове и ногах шерсть вьющаяся и менее плотная. Морда гладкая, узкая часть хвоста голая или покрыта гладкой шерстью. Окрас тёмный красно-коричневый с характерным отливом. 

## Темперамент
Энергичная, активная, смелая собака. Азартный и неутомимый охотник, прекрасный пловец, обладает превосходным чутьём. Умны, легко обучаемы, бдительны, особенно когда это соответствует их целям. 
Нуждается в длительных прогулках на природе. При надлежащем воспитании и обращении ирландский водяной спаниель является общительным, преданным животным, очень привязанным к своему хозяину.